# Face à l'orage
Pour les articles homonymes, voir I Want You.
Pour plus de détails, voir Fiche technique et Distribution.
Face à l'orage (I Want You) est un film américain, sorti en 1951.

## Fiche technique
- Titre original : I Want You
- Titre français : Face à l'orage
- Réalisation : Mark Robson
- Scénario : Irwin Shaw et Edward Newhouse
- Photographie : Harry Stradling Sr.
- Musique : Leigh Harline
- Pays d'origine : États-Unis
- Format : Noir et blanc - 1,37:1 - Mono
- Genre : drame
- Date de sortie : 1951

## Distribution
- Dana Andrews : Martin Greer
- Dorothy McGuire : Nancy Greer
- Farley Granger : Jack Greer
- Peggy Dow : Carrie Turner
- Robert Keith : Thomas Greer
- Mildred Dunnock : Sarah Greer
- Ray Collins : Juge Turner
- Martin Milner : George Kress Jr.
- Jim Backus : Harvey Landrum
- Marjorie Crossland : Mrs. Turner
- Walter Baldwin : George Kress Sr.
- Walter Sande : Ned Iverson
- Erik Nielsen : Tony Greer